# Campionato mondiale di baseball 1978
Il XXV Campionato mondiale di baseball si tenne dal 25 agosto al 6 settembre 1978 in Italia, nelle sedi di Bologna, Parma e Rimini.

## Classifica finale
| Pos. | Squadra       |
| ---- | ------------- |
|      | Cuba          |
|      | Stati Uniti   |
|      | Corea del Sud |
| 4    | Giappone      |
| 5    | Nicaragua     |
| 6    | Italia        |
| 7    | Paesi Bassi   |
| 8    | Messico       |
| 9    | Canada        |
| 10   | Australia     |
| 11   | Belgio        |

## Risultati

### Tabella risultati
|               | Belgio | Australia | Canada | Messico | Paesi Bassi | Italia | Nicaragua | Giappone | Corea del Sud | Stati Uniti |
| ------------- | ------ | --------- | ------ | ------- | ----------- | ------ | --------- | -------- | ------------- | ----------- |
| Cuba          | 16-0   | 10-3      | 5-2    | 11-0    | 12-1        | 6-0    | 7-2       | 3-2      | 11-0          | 5-3         |
| Stati Uniti   | 15-0   | 7-0       | 10-0   | 8-1     | 10-5        | 9-3    | 8-3       | 5-3      | 2-0           | -           |
| Corea del Sud | 7-1    | 7-3       | 7-4    | 5-2     | 12-2        | 3-2    | 6-3       | 5-4      | -             | -           |
| Giappone      | 24-0   | 10-0      | 8-0    | 6-0     | 7-0         | 8-4    | 5-3       | -        | -             | -           |
| Nicaragua     | 19-0   | 2-1       | 7-2    | 6-2     | -           | 1-0    | -         | -        | -             | -           |
| Italia        | 11-1   | 3-0       | 2-1    | 4-2     | 6-5         | -      | -         | -        | -             | -           |
| Paesi Bassi   | 18-0   | -         | 6-5    | 6-5     | -           | -      | 7-2       | -        | -             | -           |
| Messico       | 7-1    | 3-0       | 3-2    | -       | -           | -      | -         | -        | -             | -           |
| Canada        | 6-2    | 11-2      | -      | -       | -           | -      | -         | -        | -             | -           |
| Australia     | 10-0   | -         | -      | -       | 4-1         | -      | -         | -        | -             | -           |

### Classifica
| Pos. | Squadra       | G  | V  | P  | %     |
| ---- | ------------- | -- | -- | -- | ----- |
| 1    | Cuba          | 10 | 10 | 0  | 1.000 |
| 2    | Stati Uniti   | 10 | 9  | 1  | .900  |
| 3    | Corea del Sud | 10 | 8  | 2  | .800  |
| 4    | Giappone      | 10 | 7  | 3  | .700  |
| 5    | Nicaragua     | 10 | 5  | 5  | .500  |
| 6    | Italia        | 10 | 5  | 5  | .500  |
| 7    | Paesi Bassi   | 10 | 4  | 6  | .400  |
| 8    | Messico       | 10 | 3  | 7  | .300  |
| 9    | Canada        | 10 | 2  | 8  | .200  |
| 10   | Australia     | 10 | 2  | 8  | .200  |
| 11   | Belgio        | 10 | 0  | 10 | .000  |

G : giocate, V : vinte, P : perse, % : percentuale vittorie.